# Jasenná (district de Náchod)
Pour les articles homonymes, voir Jasenná.
Jasenná (en allemand : Jasena) est une commune du district de Náchod, dans la région de Hradec Králové, en Tchéquie. Sa population s'élevait à 740 habitants en 2022.

## Géographie
Jasenná se trouve à 7 km au sud-est de Jaroměř, à 17 km au sud-ouest de Náchod, à 17 km au nord-est de Hradec Králové et à 114 km à l'est-nord-est de Prague.
La commune est limitée par Jaroměř au nord-ouest, par Šestajovice au nord, par Slavětín nad Metují et Rohenice à l'est, par České Meziříčí, Králova Lhota et Libřice au sud, par Lejšovka au sud-ouest et par Nový Ples à l'ouest.

## Histoire
La première mention écrite de la localité date de 1305.

## Galerie

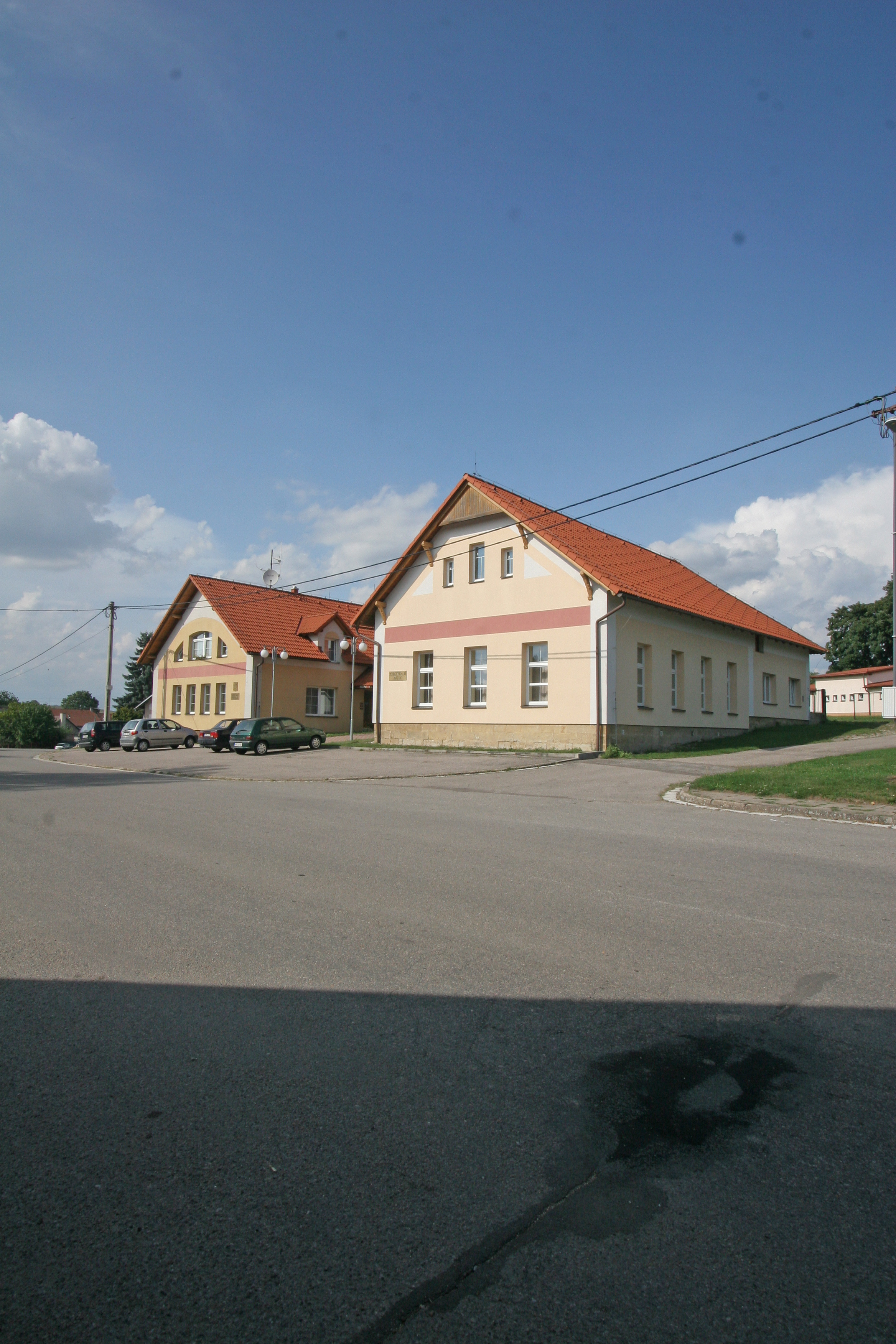
Jasenná : la mairie.
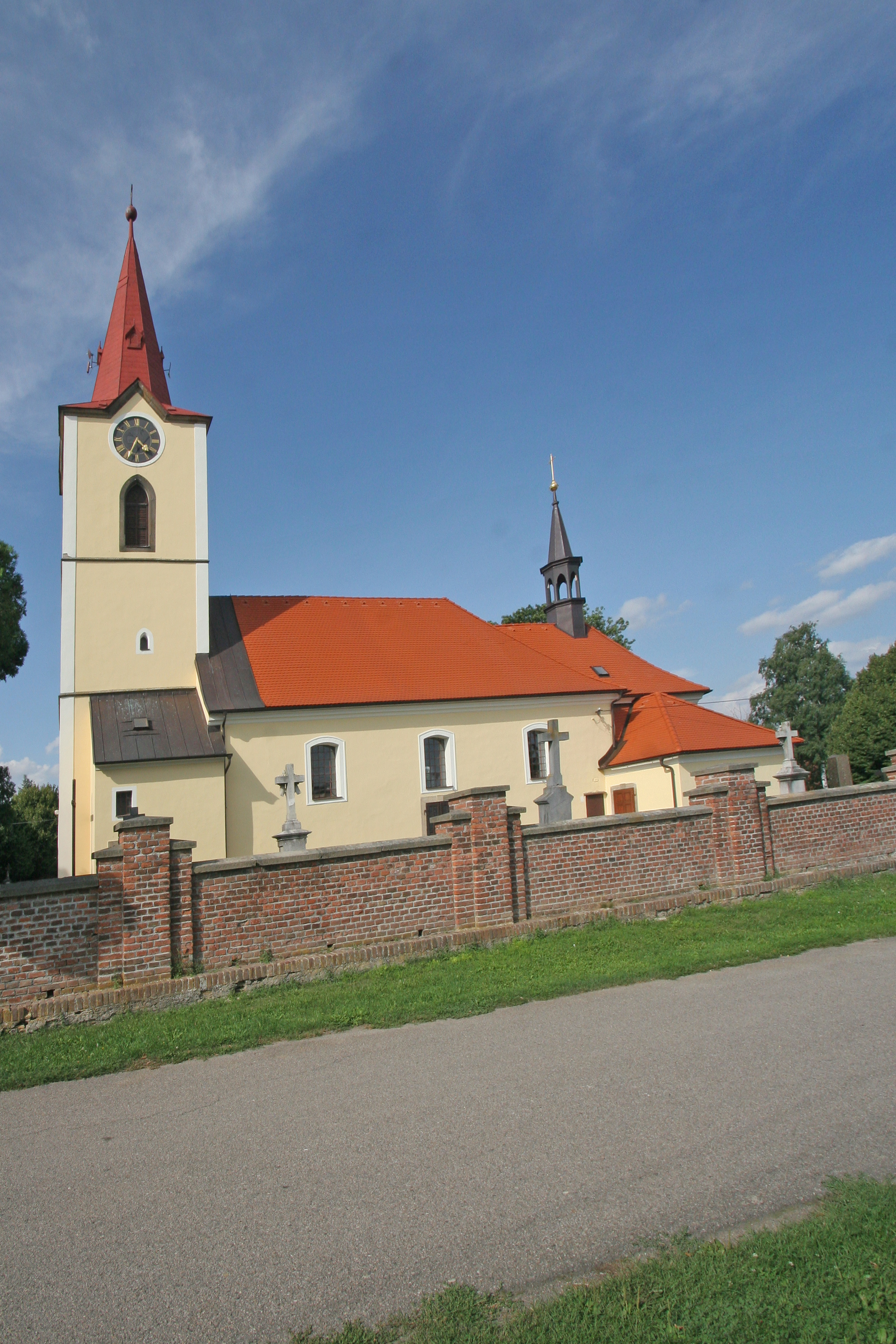
Église Saint-Georges.
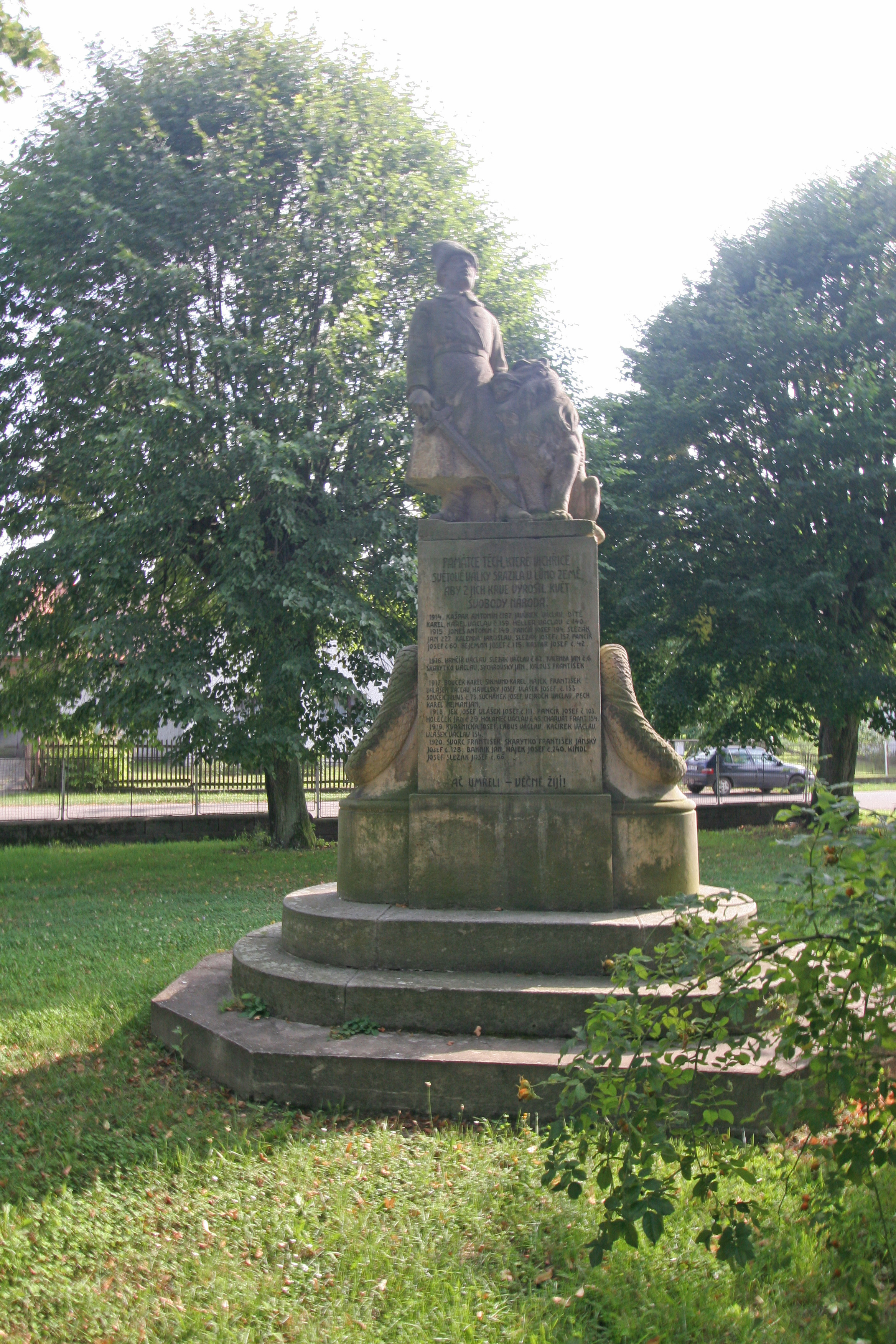
Monument aux morts.

## Transports
Par la route, Jasenná se trouve à 8 km de Jaroměř, à 21 km de Hradec Králové, à 23 km de Náchod et à 139 km de Prague. 